# Liste des évêques de Saint Augustine
Cette page présente la  liste des évêques de Saint Augustine, en Floride. 
Le vicariat apostolique de Floride est créé le 9 janvier 1857, par détachement du diocèse de Savannah. Il change de dénomination et est érigé en diocèse le 11 mars 1870 pour devenir le diocèse de Saint Augustine (Dioecesis Sancti Augustini).

## Vicaire apostolique
- 21 décembre 1857-11 mars 1870 : John Verot (John Marcellus Peter Augustine Verot), vicaire apostolique de Floride.

## Évêques
- 11 mars 1870 - † 10 juin 1876 : John Verot (John Marcellus Peter Augustine Verot), promu évêque de Saint Augustine.
- 16 février 1877 - † 30 juillet 1901 : John Moore
- 25 mars 1902 - † 24 octobre 1913 : William Kenny (William John Kenny)
- 3 avril 1914 - 10 août 1921 : Michaël Curley (Michaël Joseph Curley)
- 22 février 1922 - † 13 août 1940 : Patrick Barry (Patrick Joseph Barry)
- 16 août 1940 - † 30 octobre 1967 : Joseph Hurley (Joseph Patrick Hurley)
- 15 février 1968 - 21 avril 1979 : Paul Tanner (Paul Francis Tanner)
- 2 octobre 1979 - 12 décembre 2000 : John Snyder (John Joseph Snyder)
- 26 juin 2001 - 27 avril 2011 : Victor Galeone (Victor Benito Galeone)
- 27 avril 2011 - 24 mai 2022 : Felipe Estévez (Felipe de Jesús Estévez)
- depuis le 24 mai 2022 : Erik Thomas Pohlmeier (en)

## Source
- (en) Diocese of Saint Augustine, Catholic-Hierarchy